# Гайд-Парк на Гудзоне
«Гайд-Парк на Гудзоне» (англ. Hyde Park on Hudson) — художественный фильм режиссёра Роджера Мичелла, в главных ролях Билл Мюррей и Лора Линни. Премьера фильма состоялась на Кинофестивале в Торонто 10 сентября 2012 года. Начало проката в США — 7 декабря 2012 года, российская дата премьеры — 7 февраля 2013 года.

## Сюжет
Фильм основан на личных дневниках Маргарет Сакли, обнаруженных после её смерти.
В июне 1939 года король Георг VI и его жена королева-консорт Елизавета прибывают с визитом в усадьбу Франклина Рузвельта в Гайд Парк (Нью-Йорк). В это же время у Рузвельта начинается роман с его дальней родственницей Маргарет Сакли.

## В ролях
- Билл Мюррей — Франклин Рузвельт[6]
- Лора Линни — Маргарет Сакли
- Сэмюэл Уэст — Король Георг VI
- Оливия Колман — Королева Елизавета
- Элизабет Марвел — Мисси
- Оливия Уильямс — Элеонора Рузвельт
- Элизабет Уилсон — Сара Рузвельт
- Мартин Макдугалл — Томми
- Эндрю Хавилл — Джеймс Кэмерон